# 光禄站
光禄站是一个京广线上的铁路车站，位于河北省邯郸市磁县西光禄乡，建于1919年，曾为四等站，邮政编码为056500，2003年8月26日因京广线提速改造三期工程而关闭:130。